# Den store og den lille
|  | Denne artikel er oprettet af botten Steenthbot ud fra en ekstern database. Den kan derfor have sproglige fejl eller mangler. Denne skabelon kan fjernes efter kontrol af indholdet. |

Den store og den lille er en dansk kortfilm fra 1994 instrueret af Peter Wiik.